# Hrvatski Top Model (mùa 2)
Hrvatski Top Model, Mùa 2 là mùa thứ hai của Hrvatski Top Model được dựa trên America's Next Top Model của Tyra Banks. Các thí sinh cạnh tranh với nhau trong nhiều cuộc thi để xác định ai sẽ giành danh hiệu "Top Model" của Croatia với hy vọng một sự nghiệp bắt đầu hứa hẹn trong ngành người mẫu. Sau khi dừng hơn hai năm, chương trình trở lại vào ngày 3 tháng 10 năm 2010 với một diện mạo hoàn toàn mới và Vanja Rupena làm host mới của chương trình.
Mùa này được phát sóng từ ngày 3 tháng 10 đến ngày 28 tháng 11 năm 2010. Sau 9 tuần, Rafaela Franić là người chiến thắng trong mùa thứ hai. Cô nhận được:
- Một hợp đồng người mẫu với Talia Models
- Một hợp đồng người mẫu với Women Management ở Milan
- Lên ảnh bìa và 8 trang biên tập cho tạp chí Elle
- Trở thành gương mặt cho cổng thông tin thời trang Fashion Community

## Các thí sinh
(Tuổi tính từ ngày dự thi)
| Thí sinh            | Tuổi | Chiều cao               | Quê quán       | Bị loại ở | Hạng |
| ------------------- | ---- | ----------------------- | -------------- | --------- | ---- |
| Ana Aračić          | 19   | 1,74 m (5 ft 8+1⁄2 in)  | Slavonski Brod | Tập 2     | 12   |
| Monika Horvat       | 18   | 1,76 m (5 ft 9+1⁄2 in)  | Crikvenica     | Tập 3     | 11   |
| Deni Žižić          | 20   | 1,75 m (5 ft 9 in)      | Trogir         | Tập 4     | 10   |
| Kristina Petričević | 18   | 1,76 m (5 ft 9+1⁄2 in)  | Brač           | Tập 5     | 9    |
| Anita Vulin         | 19   | 1,80 m (5 ft 11 in)     | Biograd        | Tập 6     | 8–7  |
| Iva Pajković        | 20   | 1,72 m (5 ft 7+1⁄2 in)  | Medulin        | Tập 6     | 8–7  |
| Mada Peršić         | 22   | 1,75 m (5 ft 9 in)      | Zagreb         | Tập 7     | 6    |
| Anđela Melvan       | 19   | 1,79 m (5 ft 10+1⁄2 in) | Kaštel         | Tập 8     | 5–4  |
| Ela Arapović        | 18   | 1,77 m (5 ft 9+1⁄2 in)  | Zagreb         | Tập 8     | 5–4  |
| Andrea Katkić       | 20   | 1,74 m (5 ft 8+1⁄2 in)  | Zagreb         | Tập 9     | 3    |
| Nikolina Jurković   | 21   | 1,76 m (5 ft 9+1⁄2 in)  | Šibenik        | Tập 9     | 2    |
| Rafaela Franić      | 20   | 1,78 m (5 ft 10 in)     | Trogir         | Tập 9     | 1    |

## Thứ tự gọi tên
| Thứ tự | Tập      | Tập      | Tập      | Tập      | Tập      | Tập      | Tập      | Tập      | Tập      | Tập | Tập |  |
| Thứ tự | 1        | 2        | 3        | 4        | 5        | 6        | 7        | 8        | 9        |     |     |  |
| ------ | -------- | -------- | -------- | -------- | -------- | -------- | -------- | -------- | -------- | --- | --- |  |
| 1      | Anita    | Deni     | Kristina | Anita    | Anđela   | Nikolina | Anđela   | Rafaela  | Rafaela  |     |     |  |
| 2      | Deni     | Mada     | Rafaela  | Iva      | Ela      | Mada     | Ela      | Nikolina | Nikolina |     |     |  |
| 3      | Kristina | Anita    | Mada     | Andrea   | Iva      | Anđela   | Nikolina | Andrea   | Andrea   |     |     |  |
| 4      | Iva      | Nikolina | Iva      | Ela      | Nikolina | Rafaela  | Rafaela  | Anđela   |          |     |     |  |
| 5      | Nikolina | Andrea   | Nikolina | Nikolina | Mada     | Ela      | Andrea   | Ela      |          |     |     |  |
| 6      | Rafaela  | Anđela   | Andrea   | Rafaela  | Andrea   | Andrea   | Mada     |          |          |     |     |  |
| 7      | Anđela   | Rafaela  | Deni     | Kristina | Rafaela  | Anita    |          |          |          |     |     |  |
| 8      | Monika   | Iva      | Ela      | Mada     | Anita    | Iva      |          |          |          |     |     |  |
| 9      | Andrea   | Ela      | Anita    | Anđela   | Kristina |          |          |          |          |     |     |  |
| 10     | Ela      | Kristina | Anđela   | Deni     |          |          |          |          |          |     |     |  |
| 11     | Mada     | Monika   | Monika   |          |          |          |          |          |          |     |     |  |
| 12     | Ana      | Ana      |          |          |          |          |          |          |          |     |     |  |

     Thí sinh bị loại
     Thí sinh chiến thắng cuộc thi
- Thứ tự gọi tên chỉ lần lượt từng người an toàn
- Rafaela đã thắng 1 chuyến đi đến một chương trình trình diễn thời trang của Philipp Plein ở Milan vào cuối tập 5. Tuy nhiên, nó đã không được công bố cho đến tập 6.

### Buổi chụp hình
- Tập 1: Pin-up (casting)
- Tập 2: Diện mạo mới
- Tập 3: Tạo dáng dưới nước
- Tập 4: Cô dâu trong đám tang
- Tập 5: Ảnh chân dung vẻ đẹp với động vật biển
- Tập 6: Tạo dáng ở trên không
- Tập 7: Ảnh trắng đen tình cảm lãng mạn với người mẫu nam
- Tập 8: Hoán đổi giới tính với drag queen
- Tập 9: Sang trọng với động vật